# کاردینال (فیلم ۱۹۶۳)
کاردینال (انگلیسی: The Cardinal) فیلمی به کارگردانی اتو پرمینجر است که در سال ۱۹۶۳ منتشر شد.
این فیلم برنده جایزه گلدن گلوب بهترین فیلم درام در سال ۱۹۶۳ شده‌است.

## بازیگران
- تام ترایون
- رومی اشنایدر
- جان ساکسون
- بورگس مریدیت
- دوروتی گیش
- تولیو کارمیناتی
- مگی مک‌نامارا
- سسیل کلاوای
- جان هیوستون
- رودولف فورستر
- آرتور هانیکات
- چیل ویلز
- مورای همیلتون
- پاتریک اونیل
- رابرت مورس
- دیوید اپاتوشو
- دینو دی لوکا
- هریت وایت